# Herrarnas distans vid världsmästerskapen i skidskytte 2012
Herrarnas distans vid Skidskytte-VM 2012 avgjordes tisdagen den 6 mars 2012 på Chiemgau-Arena i Ruhpolding, Tyskland. 
Distansen var herrarnas tredje individuella tävling vid detta mästerskap. Distansen var 20 km och det var fyra skjutningar, liggande + stående + liggande + stående. Till skillnad från de övriga tävlingarna då man får straffrunda för varje missat skott får man på distanslopp en minuts tillägg på totaltiden.
Vann gjorde slovenen Jakov Fak, 7 sekunder före fransmannen Simon Fourcade och 12,3 sekunder före tjecken Jaroslav Soukup.

## Tidigare världsmästare
| År   | Ort             | Mästare              |
| ---- | --------------- | -------------------- |
| 2007 | Antholz         | Raphaël Poirée       |
| 2008 | Östersund       | Emil Hegle Svendsen  |
| 2009 | Pyeongchang     | Ole Einar Bjørndalen |
| 2010 | Chanty-Mansijsk | Tävlades inte i      |
| 2011 | Chanty-Mansijsk | Tarjei Bø            |

## Resultat
| Placering | Namn                | Land      | Tid     | Straffrundor (L+S+L+S) |
| --------- | ------------------- | --------- | ------- | ---------------------- |
| 1         | Jakov Fak           | Slovenien | 46.48,2 | 1 (0+0+0+1)            |
| 2         | Simon Fourcade      | Frankrike | +7,0    | 1 (0+0+1+0)            |
| 3         | Jaroslav Soukup     | Tjeckien  | +12,3   | 1 (0+1+0+0)            |
| 4         | Andreas Birnbacher  | Tyskland  | +13,1   | 1 (0+0+0+1)            |
| 5         | Klemen Bauer        | Slovenien | +16,6   | 1 (0+0+0+1)            |
| 6         | Michal Šlesingr     | Tjeckien  | +25,1   | 1 (0+0+1+0)            |
| 7         | Arnd Peiffer        | Tyskland  | +36,5   | 2 (0+0+0+2)            |
| 8         | Emil Hegle Svendsen | Norge     | +49,2   | 2 (1+1+0+0)            |
| 9         | Sjarhej Novikaŭ     | Belarus   | +49,8   | 0 (0+0+0+0)            |
| 10        | Fredrik Lindström   | Sverige   | +52,0   | 1 (0+1+0+0)            |